# Employé de commerce
Employé de commerce (en allemand Kaufmann ou Kauffrauest) est un terme générique qui regroupe dans certains pays un ensemble de métiers, parfois très divers, centrés autour des activités commerciales. La formation désigne des activités du bureau centrées généralement sur des tâches administratives mais peut dans certains cas s'élargir au service à la clientèle.

## Formation

### En Suisse
En Suisse, les employés de commerce peuvent s'occuper de la correspondance commerciale (distribution, rédaction, envoi), de la comptabilité (saisie des écritures, vérification des paiements), des commandes (réception, facturation), de l'accueil des clients et de la gestion d'un secrétariat.
La formation d'employé de commerce s'acquiert par une formation professionnelle initiale de 3 ou 4 ans en mode dual (école et entreprise), soit dans une école de commerce à plein temps. Elle permet d'exercer un emploi dans les domaines de l'administration au sens large, dans le secrétariat ou la comptabilité ou comme employé de banque. Les documents donnant le droit de se nommer "Employé de commerce" sont le Certificat fédéral de capacité ou un Diplôme de commerce (Suisse).
Son organe faîtier est la Société suisse des employés de commerce.
L'étude de la sténographie, méthode Aimé Paris, a cessé dans les années 1990.

### En France
Il existe en France un Certificat d'aptitude professionnelle intitulé Employé de Commerce Multi-Spécialité (ECMS).